# حرارة تفاعل
حرارة التفاعل (بالإنجليزية: Reaction heat) الحرارة الناتجة من تفاعل كيميائي أو الحرارة التي يجب أن نسلطها على مواد التفاعل لكي يتم التفاعل.

## مقدمة
يقول القانون الأول للديناميكا الحرارية أن التغير في الحرارة الداخلية
{\displaystyle \mathrm {d} U} لنظام (كيميائي أو بالمعنى الأعم نظام ترموديناميكي) تساوي مجموع الحرارة {\displaystyle \mathrm {d} Q}
و الشغل {\displaystyle \mathrm {d} W} الذي استبدل في النظام:
{\displaystyle \mathrm {d} U=\mathrm {d} Q+\mathrm {d} W}
ولرفع مقدار الحرارة الداخلية لنظام يستدعي إمداده من الخارج بتلك الكمية من الحرارة؛ هذا ما يمليه قانون بقاء الطاقة؛ ويتبين أن توجد آليتين أو طريقتين لاستبدال الطاقة (حرارة) بين نظام وما يحيط به، الأليتين هما: بالحرارة أو بالشغل.
والفرق بين الإثنين هو أن انتقال الحرارة يتعلق بتغير إنتروبيا النظام، أما بالنسبة لاستبدال شغل فلا تتغير أنتروبيا النظام، وهذا يأتي من القانون الثاني للديناميكا الحرارية. فإذا كان التغير في طاقة النظام بسبب حدوث تفاعل كيميائي بين مكوناته تظهر كلا الآليتين «كحرارة التفاعل» و «شغل التفاعل».
.
حرارة التفاعل وشغل التفاعل هما صفتين مهمتين عند القيام بدراسة التحريرك الحراري لنظام ترموديناميكي وما سيجري فيه من عمليات. وهما خاصتان تلعبان دورا أساسيا في العمل المختبري عند تكوين جهاز للقيام بتجربة ما.
وقد اتفق بين العلماء على اختيار العلامة (+ أو -) للتعبير عن حرارة التفاعل، وهو أننا نختار العلامة من وجهة نظر النظام كالآتي: فإذا أضفنا حرارة من الخارج للنظام لإتمام التفاعل (أي مكسب من وجهة نظر النظام) فنختار الإشارة (+)؛ واما لو كانت الحرارة ناتجة من التفاعل فنختار الإشارة (-)، (حيث أن النظام فقد تلك الكمية من الحرارة).
وعلى حسب نوع التفاعل يمكن أيضا وصف حرارة التفاعل: مثل حرارة اشتعال، أو حرارة ذوبان، أو حرارة تحلل، أو غير ذلك.

## تفاعل تحت ضغط ثابت
تلك حي الحالة المعتادة في مختبر كيميائي حيث يتم التفاعل تحت الضغط الجوي.
في تلك الحالة يكون الضغط الثابت هو {\displaystyle p} فمن الممكن تحت هذا الظرف أن يتغير الحجم، وهذا معناه أن يؤدي التفاعل إلى بذل شغل على محيطه، هذا الشغل مقداره {\displaystyle p\ \mathrm {d} V}. من كمية الحرارة {\displaystyle \mathrm {d} Q} التي نمد بها النظام من الخارج يتبقى منها الجزء {\displaystyle \mathrm {d} Q-p\ \mathrm {d} V} الذي يعمل على زيادة الطاقة الداخلية للنظام:
{\displaystyle \mathrm {d} U=\mathrm {d} Q-p\ \mathrm {d} V}
أو بتغيير بسيط في المعادلة:
{\displaystyle \mathrm {d} Q=\mathrm {d} U+p\ \mathrm {d} V\quad (*)}
ويكون التغير في المحتوى الحراري H في النظام، هو:
{\displaystyle \mathrm {d} H=\mathrm {d} (U+p\ V)=\mathrm {d} U+p\ \mathrm {d} V+V\ \mathrm {d} p}
ونظرا لثبات الضغط ({\displaystyle \mathrm {d} p=0}) كما اخترنا، يمكن اختصار المعادلة:
إلى
{\displaystyle \mathrm {d} H=\mathrm {d} U+p\ \mathrm {d} V\quad (*)}.
وبمقارنة المعادلتين المعلمتان بنجمة، نحصل على:
{\displaystyle \mathrm {d} Q=\mathrm {d} H}.
أي أن كمية الحرارة {\displaystyle \mathrm {d} Q} التي زودنا بها النظام في حالة بقاء الضغط ثابتا تؤدي إلى تغير بنفس الكمية في إنثالبية {\displaystyle \mathrm {d} H} النظام.

## طريقة كتابة حرارة تفاعل
يمكن كتابة الحرارة الناتجة من التفاعل مع المواد الداخلة في التفاعل في معادلة التفاعل. ويكون اتفاق نوع الإشارة المستخدمة لها سليما عندما نكتب حرارة التفاعل على الناحية اليسرى، أي مع المواد المتفاعلة:
{\displaystyle \mathrm {N_{2}+O_{2}+180{,}5\ kJ\longrightarrow 2\ NO} }
عند تكوّن 2 مول من أول أكسيد النتروجين من عنصريه يحتاج التفاعل إلى 180,5 kJ (كيلو جول) من الحرارة. يأخذ النظام هذه الحرارة فيجب كتاباتها وأمامها علامة + .
{\displaystyle \mathrm {3H_{2}+N_{2}-92{,}2\ kJ\longrightarrow 2\ NH_{3}} }
وعند تكوّن 2 مول من الأمونيا من عنصريها تنتج من التفاعل كمية حرارة 92,2 كيلو جول. 
هذه الكمية من الحرارة تنتج من التفاعل ولذلك يجب حسابها بعلامة - ؛ لأنها خرجت من النظام إلى الوسط المحيط.
أما إذا فضلنا كتابة الحرارة الناشئة على الناحية اليمنى من التفاعل في معادلة التفاعل فيجب علينا عكس استخدام العلامتين (+ أو -) كما نعرفه من مبادئ الحساب. أي في تلك الحالة نكتب التفاعلين السابقين على الصورة:
{\displaystyle \mathrm {N_{2}+O_{2}\longrightarrow 2\ NO-180{,}5\ kJ} }
{\displaystyle \mathrm {3H_{2}+N_{2}\longrightarrow 2\ NH_{3}+92{,}2\ kJ} }
طريقة أخرى لكتابة كمية الحرارة المستبدلة بين النظام ومحيطه، ونجدها في بعض الكتب والرسالات العلمية، وهي فصلها في الكتابة حيث يمكن تعريفها هل هي حرارة تفاعل أم طاقة تفاعل أم انثالبي تفاعل:
{\displaystyle \mathrm {H_{2}+{\tfrac {1}{2}}O_{2}\longrightarrow H_{2}O} ,\quad \Delta H=-286{,}02\mathrm {\tfrac {kJ}{mol}} }
عند تكوّن الماء (السائل) من عنصريه ينتج إنثالبى تفاعل مقداره 286,02 كيلو جول/ مول. 
ونظرا لكون الجدول الذي أخذنا منه تلك القيمة يعتبر في ذلك حالة ثبات الضغط، فإن هذا المقدار هو أيضا كمية حرارة التفاعل الناتجة.
تكتب وحدة الطاقة المستخدمة (غالبا تكون  كيلو جول/ مول).
واختيار علامة (+ ‘و -) كما هو متفق عليه: علامة موجبة + عندما يكتسب النظام حرارة، وعلامة سالبة - عندما يفقد النظام حرارة. وهذا يتفق مع ما قلناه في بداية المقال عن «اتفاق العلماء» بشأن حرارة التفاعل.